# Polypore bai
Polyporus badius, Polyporus picipes, Picipes badius
Espèce
Le Polypore bai, Picipes badius, connu au XXe siècle sous le nom Polyporus badius puis Polyporus picipes  et au XXIe comme Royoporus badius, est une espèce de champignons basidiomycètes de la famille des Polyporacées. Ce Polypore produit un sporophore en forme de disque lisse et brillant, plus ou moins déprimé en son centre, mesurant de 2 à 20 cm de diamètre, de couleur brun rouge à brun crème, plus clair sur sa marge. Ses pores blanchâtres, particulièrement fines et serrées, sont décurrentes le long de son pied noir-brun sur sa base et excentré. Cette espèce cosmopolite pousse en troupe sur le bois mort, majoritairement de feuillus et surtout les Saules, les Aulnes et les Peupliers,. 

## Synonymes
Picipes badius a pour synonymes :
- Boletus badius Pers. (basionyme)
- Boletus badius var. nummularius Sw.
- Boletus batschii J.F.Gmel., 1792
- Grifola badia (Pers.) Gray
- Grifola badia subsp. calceoliformis Gray
- Polyporellus badius (Pers.) Imazeki
- Polyporellus picipes f. carpaticus Pilát
- Polyporus badius (Pers.) Schwein.
- Polyporus badius f. carpaticus (Pilát) Domański
- Polyporus nigripes Wallr.
- Polyporus picipes f. carpaticus (Pilát) Domański, Orloś & Skirg.
- Royoporus badius (Pers.) A.B.De

Picipes badius, le Polypore bai
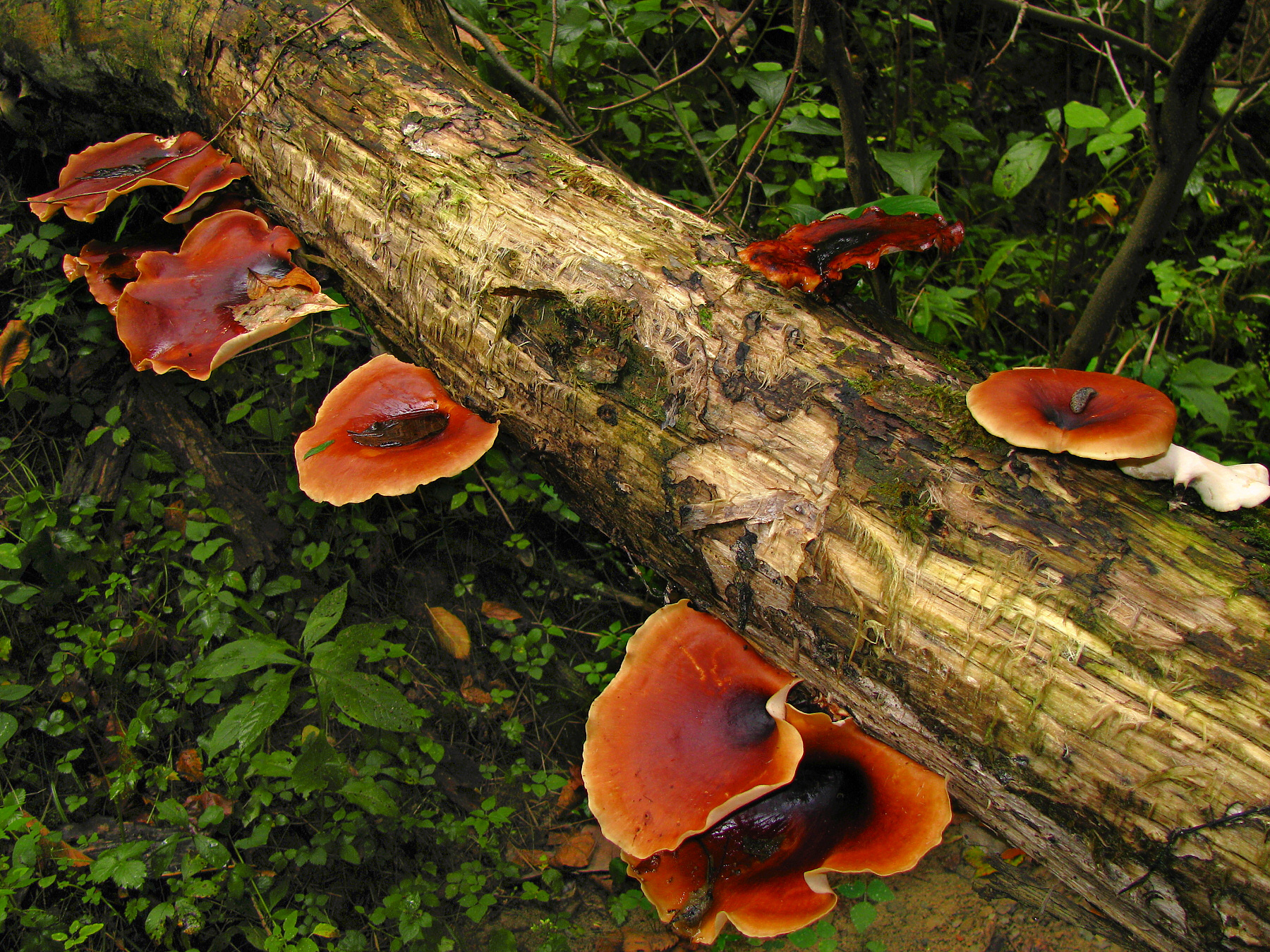
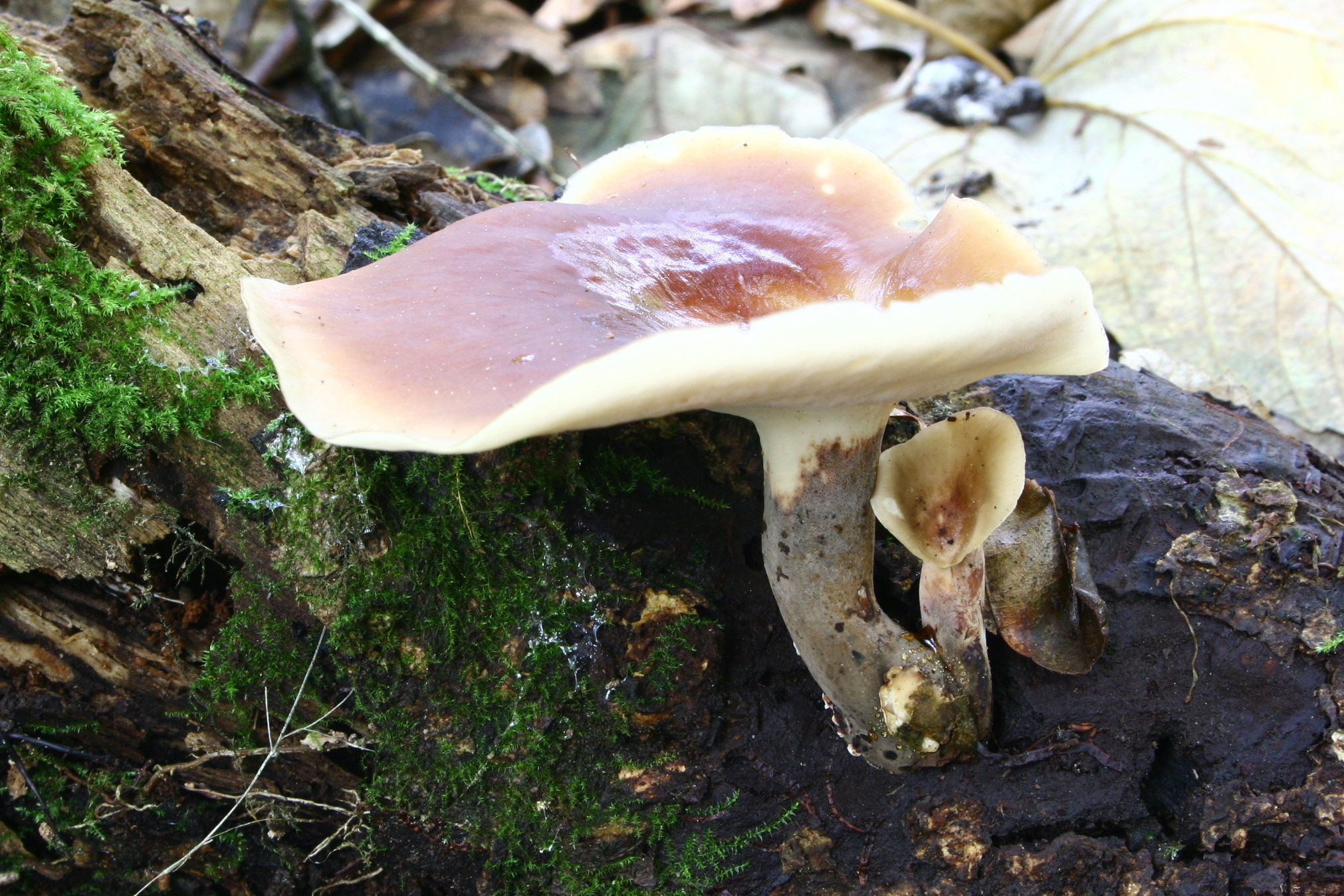
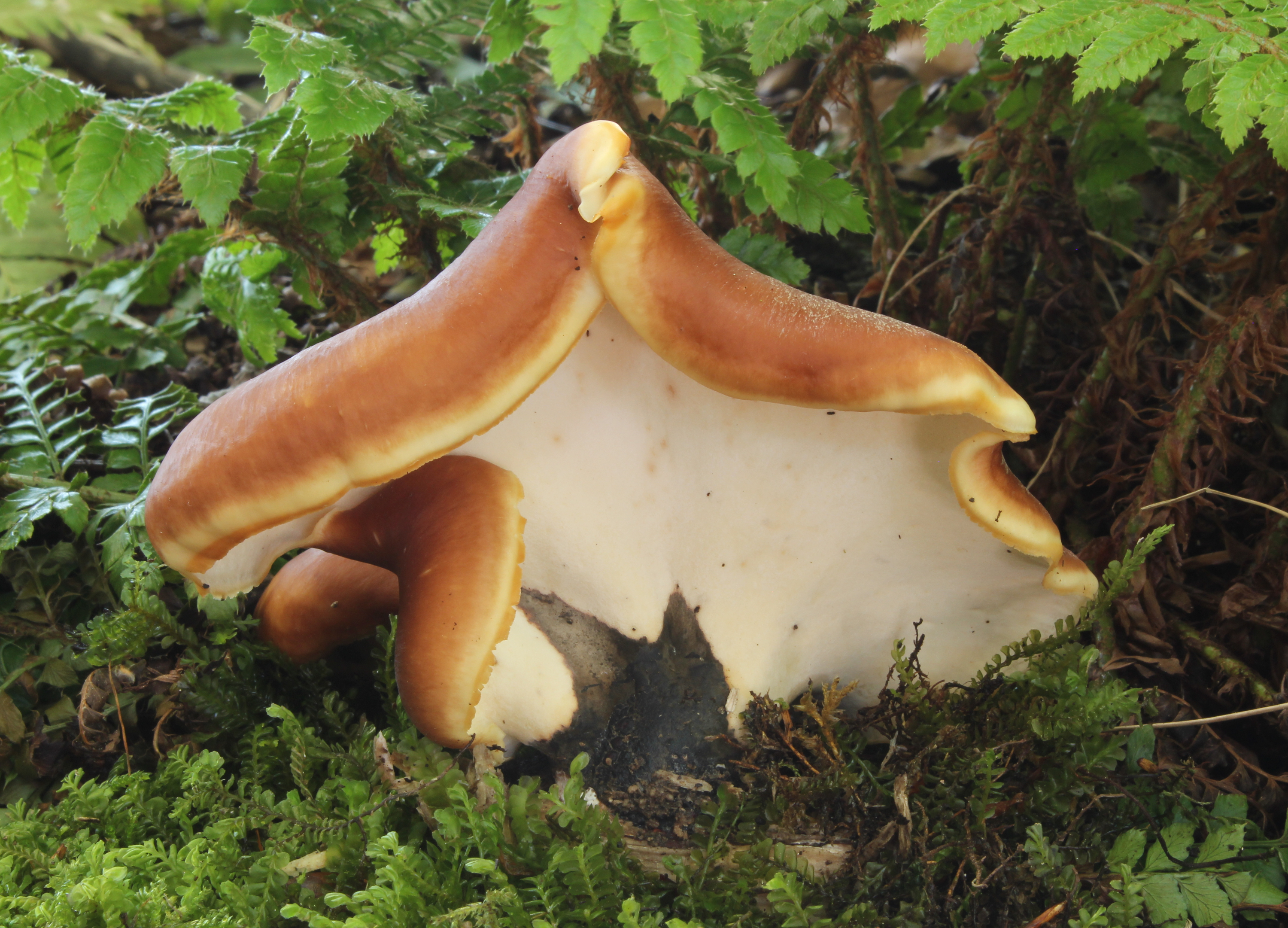
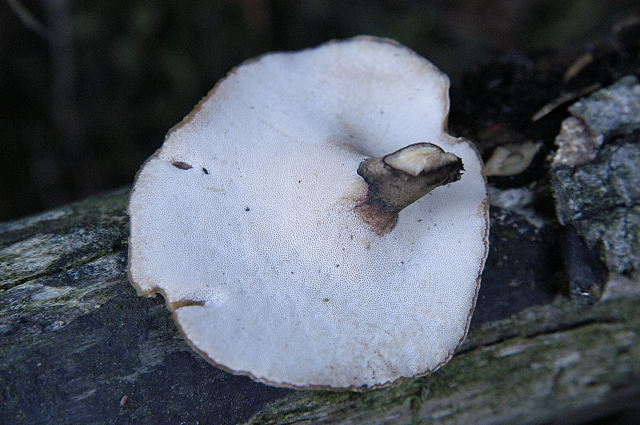
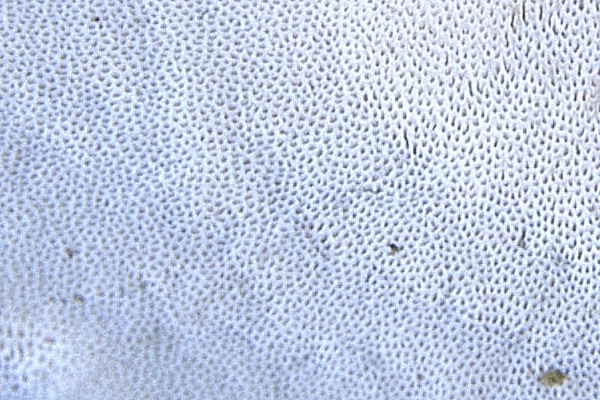